# Isopropil metilfosfonofluoridotioato
Tiosarin é um organofosforado formulado em {\displaystyle {\ce {C4H10FOPS}}} e na formulação de{\displaystyle {\ce {[(CH3)2CHO]CH3P(S)F}}}.  

## Referencias
1. ↑  PubChem. «Phosphonofluoridothioic acid, methyl-, O-isopropyl ester». pubchem.ncbi.nlm.nih.gov (em inglês). Consultado em 9 de janeiro de 2020